# Gordon Sondland

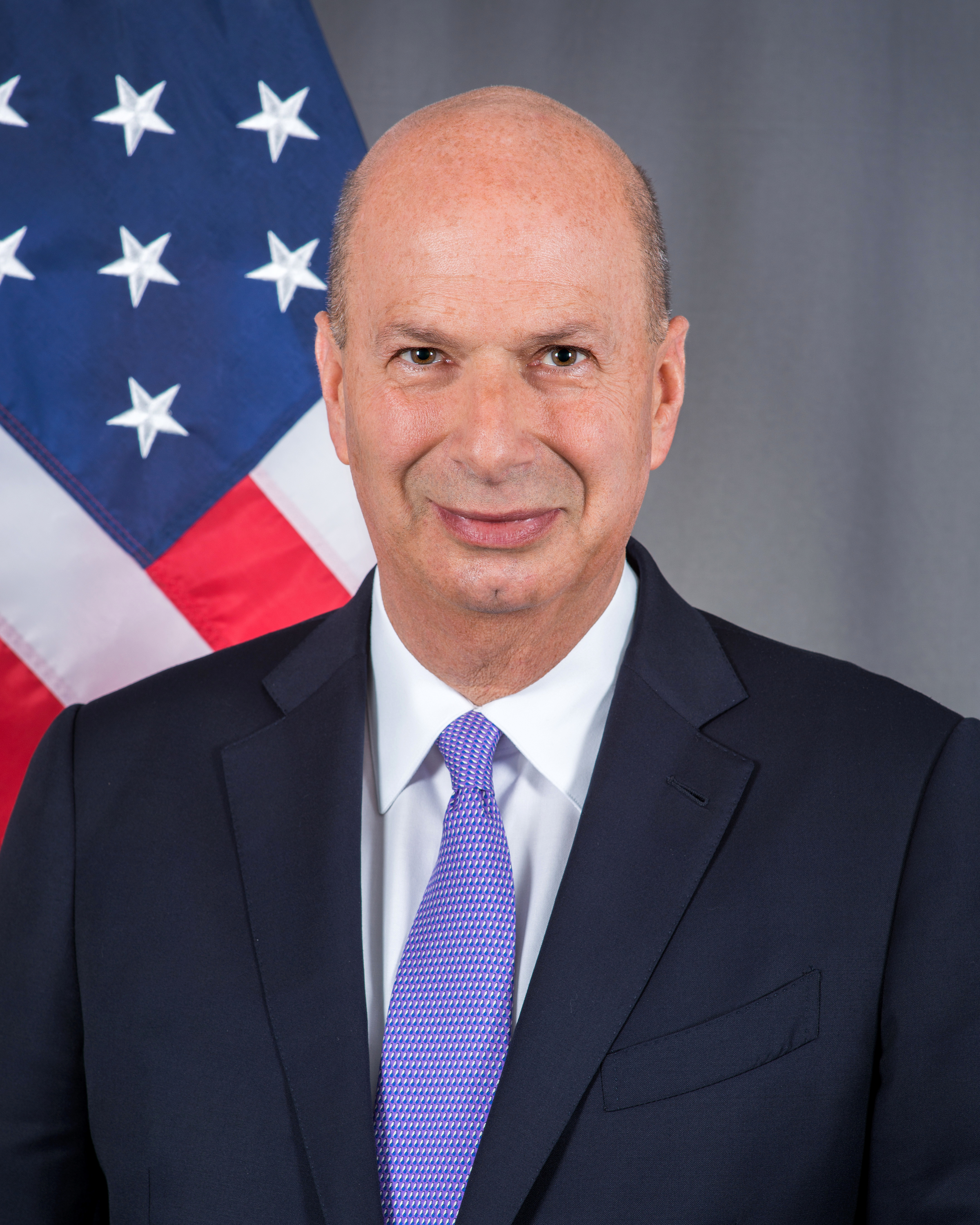
Gordon Sondland (2018)

Gordon David Sondland (* 16. Juli 1957 in Seattle, Washington) ist ein US-amerikanischer Unternehmer und Diplomat. Er ist Gründer der Provenance-Hotelkette und Mitgründer der Handelsbank Aspen Capital. Von 2018 bis 2020 war er US-Botschafter bei der Europäischen Union.

## Herkunft
Sondland stammt aus einer jüdischen Familie. Seine Eltern Günther Sondland und Frieda Piepsch kamen aus Deutschland und heirateten 1937 in Berlin. Anschließend flohen beide vor der Judenverfolgung im nationalsozialistischen Deutschen Reich. Die schwangere Mutter gelangte nach Uruguay, wo Sondlands ältere Schwester geboren wurde. Der Vater schloss sich der französischen Fremdenlegion an und kämpfte in Nordafrika, später diente er als Dechiffrierer im britischen Heer. Nach acht Jahren der Trennung vereinte sich die Familie nach Ende des Zweiten Weltkriegs wieder. Sie zog 1953 von Uruguay in die USA und ließ sich in Seattle nieder, wo Gordon Sondland zur Welt kam. Die Eltern betrieben ein Reinigungsgeschäft.

## Karriere
Sondland besuchte die University of Washington, brach das Studium aber ab und betätigte sich als Immobilienhändler. Er stieg 1985 in das Hotelgeschäft ein, als er das insolvente Roosevelt Hotel in Seattle für 7,8 Millionen US-Dollar kaufte, die er sich von Freunden und Verwandten sowie seinem reichen Schwager lieh. Im Jahr 1991 lernte er die vermögende Immobilienmaklerin Katherine (Katy) Durant aus Portland kennen, die er zwei Jahre später heiratete. Die beiden sind sowohl Lebens- als auch Geschäftspartner. Sie haben zwei Kinder. Sondland gründete die Hotelkette Provenance, zu der 14 Hotels, vorwiegend in Portland und im Bundesstaat Washington, aber auch in anderen Staaten gehören. Außerdem rief er das Kreditinstitut Aspen Capital ins Leben. Sondland und seine Frau sind Großspender für mehrere Kultur-, Sozial- und Bildungseinrichtungen in Oregon, u. a. das Portland Art Museum, die Oregon Health & Science University, die Human Rights Campaign, die sich für LGBTQ-Rechte einsetzt, und das Cascade AIDS Project. Das Vermögen Sondlands und Durants wurde 2019 auf 78 Millionen US-Dollar geschätzt.
Sondland engagierte sich politisch für Ted Kulongoski, ein Mitglied der Demokraten, der von 2003 bis 2011 Gouverneur von Oregon war. Dieser ernannte Sondland zum Vorsitzenden des Büros für Film und Fernsehen des Bundesstaats. In dieser Position setzte er sich dafür ein, dass Fernsehserien wie Leverage, Grimm und The Quest sowie Spielfilme wie Ring 2 und Der große Trip – Wild in Oregon produziert wurden.
US-Präsident George W. Bush berief Sondland in die Kommission der White House Fellows. Im Präsidentschaftswahlkampf 2012 fungierte er als sogenannter bundler, d. h. Spendensammler, für den Kandidaten der Republikaner, Mitt Romney. Im Falle eines Wahlsiegs hätte Sondland dessen Übergangsteam angehört. Im Präsidentschaftswahlkampf 2016 unterstützte Sondland, der zum republikanischen „Establishment“ gerechnet wird, zunächst die Kampagnen von Jeb Bush und später Marco Rubio und distanzierte sich von Donald Trumps Wertvorstellungen. Er untersagte eine Wahlkampfveranstaltung Trumps in einem seiner Hotels und verurteilte dessen Angriffe gegen die muslimischen Eltern eines gefallenen amerikanischen Soldaten. Nachdem Trump die Wahl gewonnen hatte, spendete Sondland ihm eine Million US-Dollar.

## Rolle als EU-Botschafter
Nachdem Reince Priebus als Stabschef entlassen worden war, wurde Sondland für einen Botschafter-Posten nominiert. Bei seiner Anhörung vor dem Außenausschuss im Juni 2018 erhielt er Unterstützung vom demokratischen Senator Ron Wyden.
Ein Schwerpunkt seiner Tätigkeit als EU-Botschafter war die Stärkung der Handelsbeziehungen zwischen der EU und den USA, insbesondere ein gemeinsames Auftreten gegen unfaire chinesische Handelspraktiken.
Die New York Times zitierte einen hochrangigen europäischen Vertreter, demzufolge Sondland erklärt haben soll, seine Aufgabe sei es, „die Europäische Union zu zerstören.“
Sondland führte auch die Gespräche über den amerikanischen Rückzug aus dem Nuklearabkommen mit Iran und kritisierte das europäische Vorhaben, mit Instex die Finanzsanktionen zu umgehen.
Auch Sondland vertrat im März 2019 die seit Langem bestehende US-Position, Europa begebe sich mit der Nord-Stream-2-Pipeline in Abhängigkeit von Russland.
Im Januar 2020 traf er gemeinsam mit seinem Botschafter-Kollegen Richard Grenell EU-Parlamentarier wie David McAllister, um auf ein EU-weites Verbot der Hisbollah hinzuwirken.

## Anhörungen im Rahmen der Ukraine-Affäre
Sondland reiste im Mai 2019 zur Amtseinführung des neugewählten ukrainischen Präsidenten Wolodymyr Selenskyj nach Kiew. Zur Delegation gehörten auch der Energieminister Rick Perry und Kurt Volker, der Sondergesandte für die Ukraine.
Obwohl das Weiße Haus ihn in der Ukraine-Affäre von einer Aussage abhalten wollte, folgte Sondland der Vorladung des Repräsentantenhauses und wurde am 17. Oktober 2019 in einer nicht-öffentlichen Sitzung befragt.
Er sagte zunächst aus, er habe nichts von einem „Quid pro quo“ zwischen Trump und der Ukraine gewusst. Anfang November 2019 revidierte er diese Aussage.
Ihm sei klar gewesen, dass es einen Zusammenhang zwischen Trumps Dringen auf Ermittlungen zu den Ukraine-Geschäften seines innenpolitischen Rivalen Joe Biden und zurückgehaltenen US-Hilfen für die Ukraine gegeben haben müsse.
Nach den Erklärungen Alexander Vindmans, dem Direktor für europäische Angelegenheiten beim National Security Council (NSC), vor dem Untersuchungsausschuss am 29. Oktober 2019 konnte Sondland kaum noch abstreiten von Trumps Wünschen gewusst zu haben. Vindman hatte dem Ausschuss von einem Treffen am 10. Juli 2019 zwischen Oleksandr Danyljuk, dem Sekretär des Nationalen Sicherheits- und Verteidigungsrates der Ukraine und Trumps Nationalem Sicherheitsberater John R. Bolton berichtet. Vindman sagte aus, an diesem Treffen hätten auch Sondland, der Sonderbeauftragte für die Ukraine Kurt Volker und Energieminister Rick Perry teilgenommen. Sondland habe bei dieser Besprechung von der Ukraine „spezifische“ Ermittlungen verlangt, als Bedingung für ein Treffen mit Trump. In einer Besprechung nach diesem Treffen habe erneut Sondland betont, wie wichtig es sei, dass die Ukraine Ermittlungen gegen Burisma Holdings sowie Joe Biden und seinen Sohn Hunter durchführe.
Vindman hatte Sondlands Ansinnen als unangemessen bezeichnet und ihn darauf hingewiesen, dass solche Ermittlungen nichts mit der nationalen Sicherheit zu tun hätten, dass das NSC in solche Ermittlungen nicht verwickelt werden wolle und sie weder fördern noch fordern wolle. Vindmans Vorgesetzte Fiona Hill, die zu der Nachbesprechung hinzukam, hatte Sondlands Forderung ebenfalls weit von sich gewiesen. Im Anschluss hatten sowohl Vindman als auch Hill ihre Bedenken dem leitenden Anwalt des NSC gemeldet.
Am 20. November 2019 sagte Sondland erneut im US-Repräsentantenhaus aus, diesmal in einer öffentlichen Anhörung.
Nachdem der US-Senat Präsident Trump im Amtsenthebungsverfahren freigesprochen hatte, entließ er Anfang Februar 2020 eine Reihe hochrangiger Mitarbeiter deren Aussagen ihn im Verfahren belastet hatten. Gordon Sondland wurde am 9. Februar 2020 mit sofortiger Wirkung als Botschafter abberufen.